# Ivantéievka
Ivantéievka (en rus: Ивантеевка) és un poble de l'óblast de Saràtov, a Rússia, segons el cens del 2010 tenia 6.100 habitants. És la seu administrativa del districte homònim.